# Lastzug

Symbolische Darstellung eines Lastzuges in der Deutschen Straßenverkehrsordnung.

Ein Lastzug ist ein Gespann im Güterkraftverkehr.
Der Lastzug wird auch Gliederzug oder Hängerzug, in der Schweiz Anhängerzug genannt.

## Definition
Nach einer gesetzlich festgelegten Definition ist ein Lastzug eine Kombination aus einem Lastkraftwagen (Lkw) mit einem Anhänger, während eine Sattelzugmaschine mit Sattelauflieger als Sattelzug benannt wird. Die Definition wird in der Schweiz und in Südtirol gleich wie in Österreich verwendet. Der Lastkraftwagen wird bei einem Lastzug auch als Motorwagen oder Maschinenwagen bezeichnet.
Bei einem Lastzug ist die Vorderachse des Anhängers auf einem Drehschemel montiert. Somit bestehen bei einem Lastzug mindestens zwei Drehpunkte: Anhängekupplung und Drehschemel. Das Rückwärtsfahren wird dadurch schwieriger, aber der Lastzug kann engere Kurven befahren als ein Sattelzug.
In Deutschland ist ein Lastzug grundsätzlich auf ein Zugfahrzeug mit einem Anhänger beschränkt. Als Ausnahmen dürfen hinter reinen Zugmaschinen jedoch bis zu zwei Anhänger mitgeführt werden.
Ist das Gespann aus einem Zugfahrzeug und zwei Anhängern länger als die maximal zulässigen 18,75 m, so hat der Gesetzgeber in Deutschland die Grenze bei einer Länge von 21 m bei einer zulässigen Höchstgeschwindigkeit von 25 km/h gezogen. Eine Zugmaschine zum Betrieb mit zwei Anhängern gleichzeitig ist deshalb meist sehr kurz gebaut. In der Landwirtschaft ist die Kombination von einer Zugmaschine mit zwei Anhängern durchaus üblich. An Schaustellerbetriebe werden oft Sondergenehmigungen zum Ziehen von zwei Anhängern unter Überschreitung der üblicherweise zulässigen Zuglänge ausgegeben. Diese Züge führen dann oft gelbe Kennleuchten oder Rundumblinklichter an der Zugmaschine und nicht selten eine weitere am Heck des letzten Anhängers.

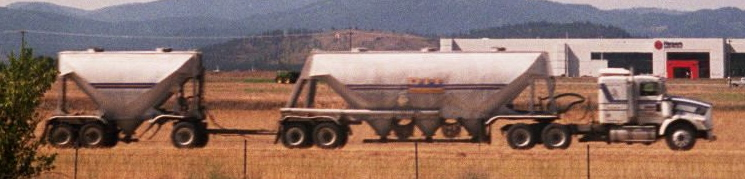
„Rocky Mountain Double“

Diese Einschränkungen gelten in Deutschland ebenfalls für Kombinationen aus Sattelzug und Lastzug (EuroCombi), bei der an einen Sattelzug ein Anhänger angehängt wird. So wie auf dem Foto rechts zu sehen, ist das derzeit in Europa nur in Schweden legal, in den USA in lediglich 30 Staaten. In Australien sind Lastzüge mit bis zu drei Aufliegern legal, sofern es sich um eine spezielle Roadtrain-Route handelt. Es gibt dabei solche, auf denen nur Sattelauflieger und ein Anhänger erlaubt sind, andere Routen erlauben einen Sattelauflieger und zwei Anhänger hintereinander gekoppelt. Meistens beginnen solche Routen etwa hundert Kilometer von der Küste entfernt, da dort weniger Verkehr, keine größeren Städte und breitere Straßen sind. Im unbesiedelten australischen Outback werden meistens so viele Anhänger hinter den ersten Sattelauflieger gekoppelt, wie die Zugmaschine ziehen kann.

## Typen von Lastzügen

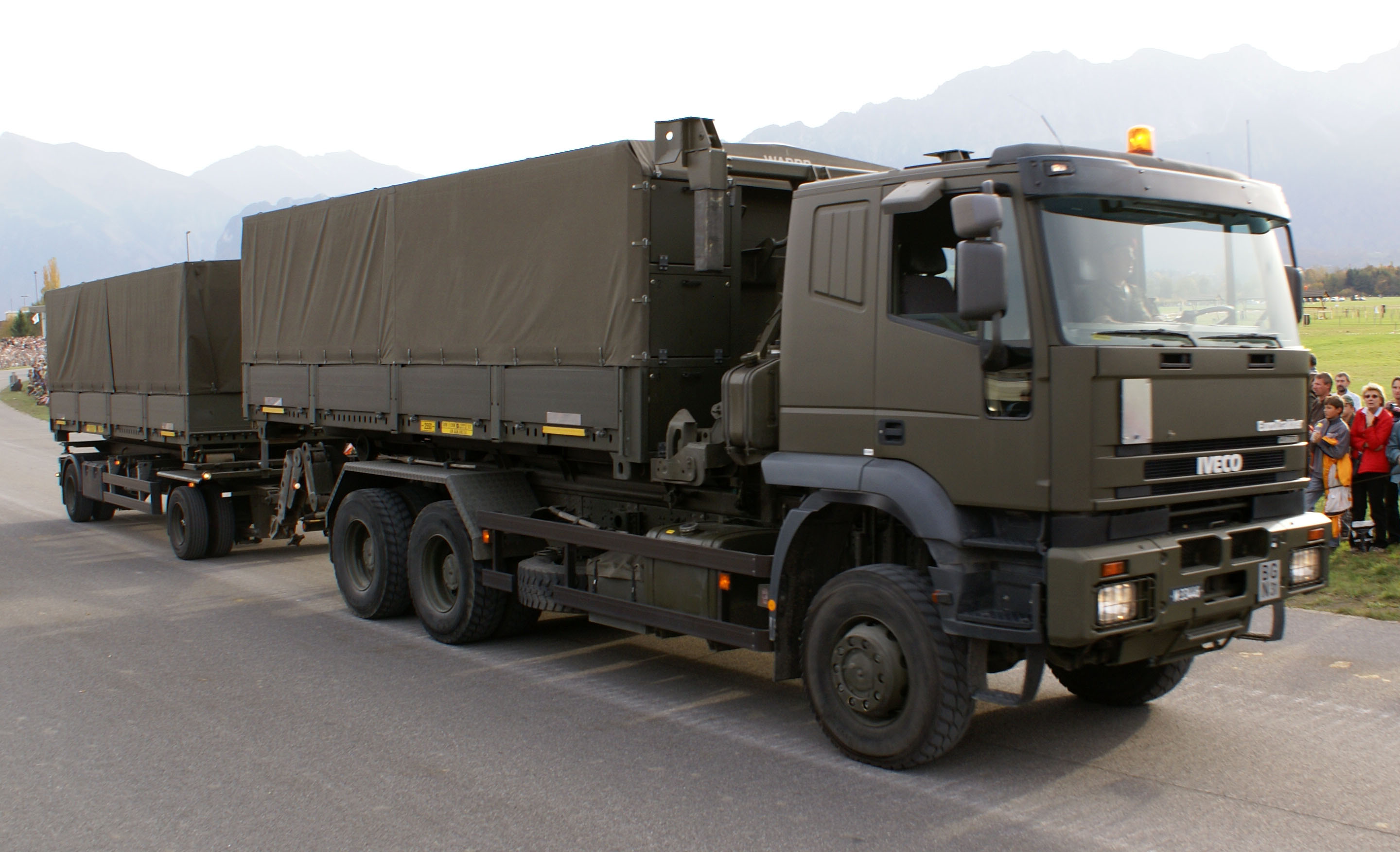
Ein Lastzug der Schweizer Armee

Hängerzug
Lastzug mit einem Anhänger
EuroCombi
Lastwagen mit mehreren Anhängern (gelenkte Vorder- und/oder Hinterachse des Anhängers)
Road Train
Lastwagen mit mehreren Anhängern (ungelenkte Mittelachse des Anhängers)
Der Vollständigkeit halber auch noch genannt, jedoch kein Lastzug im Sinne der gesetzlichen Definition:
Sattelzug
Sattelzugmaschine mit Sattelauflieger.

## Die Anhängerkupplung
Der Anhänger kann bei einem Lastzug entweder über eine Kugelkupplung, eine Hakenkupplung oder eine sogenannte „Maulkupplung“ (eine Kupplung mit Fangmaul) verbunden sein. Jenseits von 7,5 t zulässigem Gesamtgewicht haben sich aus Sicherheitsgründen Maulkupplungen durchgesetzt.
Nicht automatisch schließende Hakenkupplungen sind im zivilen öffentlichen Straßenverkehr seit dem Ende der 1970er-Jahre in Deutschland und Österreich verboten, da bei diesen die Gefahr besteht, dass der Anhänger sich während der Fahrt vom Zugfahrzeug trennt. Die US-Amerikaner haben sich im Zivilbereich gut zehn Jahre später von der Hakenkupplung getrennt; beim Militär kommt sie weiterhin zum Einsatz.
Kugelkopfkupplungen finden sich fast nur noch bei Kleinanhängern (also bei Pkw und Lieferwagen), da bei ihnen das Ankuppeln im Vergleich zur Maulkupplung einfacher ist.
Befindet sich die Kupplung immer am Zugfahrzeug, besitzt der Anhänger eine Deichsel, deren freies Ende entweder mit einer Halbschale zur Verwendung auf einer Kugelkopfkupplung oder mit einer Zugöse zur Verwendung in einer Maulkupplung ausgestattet ist.

## Vor- und Nachteile des Lastzuges im Vergleich mit dem Sattelzug

### Vorteile
- Lastzüge haben gegenüber Sattelzügen eine wesentlich bessere Wendigkeit. Bei engen Be- und Entladestellen kann die Ladung immer noch mit dem Solo-Lkw bewegt werden. Beim Sattelzug ist nach dem Abkuppeln des Aufliegers keine Ladefläche mehr an der Sattelzugmaschine. Außerdem kann man mit der vorn angebrachten Kupplung „über Kopf“[1] rangieren.
- Der Zugpunkt des Anhängers ist an der Anhängerkupplung hinten an der Zugmaschine. Bei vielen Tandem-Anhängern ist die Kupplung vielfach im unteren Bereich hinter der Antriebsachse.
- Die Ladeflächen können zusammen bis zu 15,65 m lang sein und sind beim Lastzug damit um 2,03 m länger als beim Sattelzug. Die Ladefläche wird zwar etwa in der Mitte durch das Heck des Lkw und die Front des Anhängers unterbrochen, dennoch kann ein Euro-Lastzug (mit optimierter Ladelängen-Stückelung) bis zu fünf Europaletten mehr (also 39) Fracht laden als ein Euro-Sattelzug mit seiner 13,60-m-Ladefläche, nämlich 34.[2]
- Der Einsatz von Wechselbrücken bzw. -behältern mit Stützbeinen zum eigenständigen Aufnehmen und Tauschen durch den Fahrer ist möglich. Allerdings gibt es mittlerweile auch vereinzelt Sattelauflieger, welche zur Aufnahme von zwei Wechselbrücken fähig sind.[3]

### Nachteile
- Aufgrund der modernen logistischen internationalen Planungen müssen die Frachten in den Zollhäfen oft verschifft werden, indem umgeladen wird. Somit sind bei Sattelzügen die Komplettladungen schneller ab- und aufgeladen. Der Fahrer eines Lastzugs muss seinen Lkw (Maschinenwagen) vom Anhänger abkuppeln und getrennt abstellen.
- Soll diese Flexibilität bei einem Lastzug erreicht werden, müssen sogenannte Wechselbrücken genutzt werden, also Systeme, bei denen ein entsprechend ausgerüsteter Lkw seine Ladefläche ohne fremde Hilfe abstellen und eine andere aufnehmen kann. Wechselbrückenfahrzeuge haben gegenüber Fahrzeugen mit festen Aufbauten ein um mehrere Tonnen höheres Leergewicht, was die Nutzlast verringert.
- Fällt das Zugfahrzeug wegen eines technischen Defektes aus, kann auch die Fracht im Laderaum nicht weiter befördert werden. Um eine Wechselbrücke von einem stillgelegten Lkw herunterzubekommen, wird meistens ein Kran benötigt. Eine defekte Sattelzugmaschine kann jedoch durch gewöhnliches Abschleppen von einem Auflieger getrennt werden.
- Mit einem zweiachsigen Anhänger, dessen Vorderachse gelenkt ist (sog. Drehschemel-Anhänger), ist das Rangieren erheblich schwieriger. Lastzüge mit Zentralachsanhänger als Tandem-Anhänger mit ihren ungelenkten zwei Achsen, die starr in der Mitte angeordnet sind, entschärfen das Rangierproblem. Sie verhalten sich beim Rückwärtsfahren wie ein Sattelzug. Allerdings sind beide Anhängertypen – jedenfalls vorwärts – wendiger als ein Sattelzug.
- Die in der Summe teuren Schäden, die durch fehlerhaftes Rückwärtsfahren mit Lastzügen entstehen können, waren für viele Speditionen seit den 1980er-Jahren Grund genug, ihre Lastzüge durch Sattelzüge zu ersetzen, obwohl auf einem Sattelzug rund 10 m³ weniger Laderaum zur Verfügung stehen als auf einem Lastzug.
- Auch leere Lastkraftwagen, die eine Wechselbrücke abstellen und damit über keine Ladefläche mehr verfügen, fallen im Gegensatz zu den unter dem Oberbegriff „Zugmaschine“ laufenden Sattelzugmaschinen unter das Sonn- und Feiertagsfahrverbot, das in einigen europäischen Staaten gilt. Der Gesetzgeber sieht jedoch auch Ausnahmen vor.
- Um eine Ladung komplett zu be- oder entladen, sind stets zwei Rampenberührungen mit einem erheblichen Zeitaufwand erforderlich. Eine Ausnahme ergibt sich bei gegebener Durchlademöglichkeit, wenn eine Tür vorne am Anhänger und eine Klappbrücke zwischen den Einheiten vorhanden ist.